# Parafia Ewangelicko-Augsburska w Radomiu

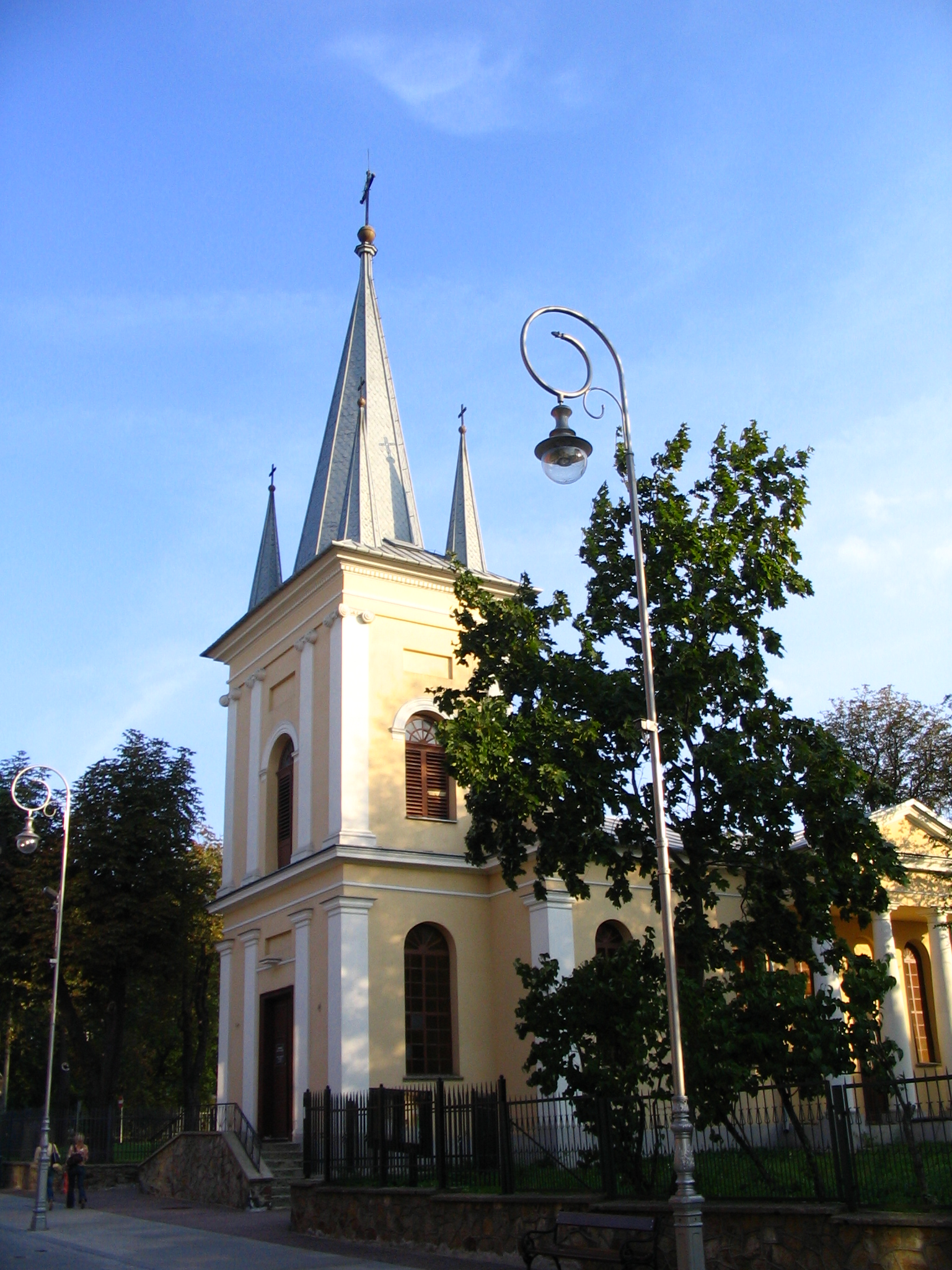
Kościół filialny w Kielcach

Parafia Ewangelicko-Augsburska w Radomiu – luterańska parafia diecezji warszawskiej, Kościoła Ewangelicko-Augsburskiego w RP.
Siedziba parafii oraz kościół parafialny znajduje się w mieście Radomiu, w województwie mazowieckim. Proboszczem parafii jest ksiądz Wojciech Rudkowski. W skład parafii wchodzi także filia w Kielcach oraz cmentarz ewangelicki w Radomiu.

## Historia

### Początki parafii w Radomiu
Osadnictwo w Radomiu ludności wyznania ewangelickiego pochodzącej z terenów Europy Zachodniej i Północnej, a przede wszystkim z Niemiec, przybrało na sile na przełomie XVIII i XIX wieku, w związku z możliwością zasiedlania terenu Królestwa Polskiego przez zagranicznych rzemieślników i specjalistów. Czynnościami duszpasterskimi w mieście zajmowali się duchowni z parafii w Węgrowie, odwiedzający Radom dwa razy w roku.
W 1821 umożliwiono tworzenie ewangelickich parafii, jeżeli na obszarze dwóch mil znajdowało się co najmniej 200 protestanckich rodzin. W efekcie 20 maja 1825 władzom Królestwa Polskiego została przedstawiona petycja przygotowana przez Johanna Konrada Burchardta, mająca na celu powołanie nowej parafii w Radomiu. Zgoda Komisji Rządowej Wyznań Religijnych i Oświecenia Publicznego została uzyskana 16 marca 1826, a 30 września 1826 doszło do utworzenia parafii jako pierwszej w widłach Pilicy i Wisły. Jej terytorium było ograniczone przez miejscowości Solec, Suchedniów i Przysucha. Liczyła wówczas 1442 członków wyznania luterańskiego oraz 21 reformowanego.
Parafia dokonała w 1827 zakupu budynku mieszczącego teatr, będącego zsekularyzowanym dawnym kościołem Najświętszej Marii Panny. Po przebudowie i przystosowaniu do ponownego pełnienia funkcji religijnych, 15 sierpnia 1828 miało miejsce pierwsze nabożeństwo, które poprowadził ks. Jan Jakub Benni z parafii w Piotrkowie Trybunalskim, a część niemieckojęzyczną posługi wygłosił kaznodzieja Ludwig Hoff.
6 czerwca 1830 ordynowano pierwszego proboszcza dla Radomia, ks. Juliusza Krause. W 1833 otrzymano zgodę na założenie cmentarza, a w lipcu 1842 utworzono szkołę ewangelicką. Kolejnym proboszczem został ks. Franciszek Jana Władysław Stockmann, wybrany na stanowisko 3 listopada 1844. W 1858 powiększono cmentarz oraz otoczono jego teren murem.
Pod koniec lat 30. część miejscowości przeszła do nowej parafii w Kielcach, a w latach 40. zawiązały się dwa filiały – w Jaworze oraz Kozienicach.

### Rozwój parafii
Następcą ks. Stockmanna został 11 października 1860 r. ks. Otton Wüstehube, wybrany w 1899 na zwierzchnika superintendentury warszawskiej. Doprowadził on do remontu kościoła oraz zakupił z własnych środków organy. Podczas jego posługi nastąpił wzrost liczby wiernych w parafii, dokonano również przebudowy bryły świątyni.
Kolejnym proboszczem został 1 lipca 1903 ks. Henryk Tochtermann. Był również nauczycielem w radomskim gimnazjum publicznym oraz polskim gimnazjum prywatnym. W trakcie jego urzędowania powołano w parafii ewangelistę, rozbudowano również działalność dobroczynną. Przed I wojną światową do parafii należało około 12 tysięcy wiernych, w tym około 500 w Radomiu. 

### Okres wojen światowych
Podczas I wojny światowej dokonano wysiedleń ludności ewangelickiej, w związku z czym liczba członków parafii osiągnęła poziom 10% stanu sprzed wojny. Czyniono starania o nieprzekształcenie szkoły w katolicką oraz zachowanie jej polskiego charakteru podczas okupacji miasta przez wojska austriackie. Po zakończeniu działań wojennych doszło do odbudowy działalności parafii, powróciła również część jej deportowanych członków. W 1920 powołano Kasę Pożyczkową, mającą na celu pomoc przesiedleńcom.
W 1921 parafia liczyła 4001 wiernych, z czego 109 w filiale w Jaworze oraz 2383 w Kozienicach. Zbór radomski był właścicielem kościoła, 7 sal modlitwy oraz 12 cmentarzy. Pod filiał w Jaworze podlegał ponadto jeden kościół, dwa domy modlitwy i pięć cmentarzy, a pod filię kozienicką – dwa domy modlitwy oraz trzy cmentarze. 1 października 1924 utworzono radomski oddział Polskiego Towarzystwa Ewangelickiego.
Po śmierci ks. Henryka Tochtermanna 13 lutego 1929, nowym proboszczem został ks. Edmund Friszke. W 1932 rozpoczął on obchodzenie Święta Misyjnego. Rok później przybył do Radomia Albert Schweitzer. Od 1937 w diecezji lubelskiej.
W związku z wybuchem II wojny światowej i rozpoczęciem okupacji niemieckiej, w dniu 21 września 1939 ksiądz Friszke za swoją propolską działalnością w okresie międzywojennym został aresztowany, a następnie był więziony w obozach koncentracyjnych Sachsenhausen oraz Dachau. Parafia została podzielona na zbór polski i niemiecki, jako jedna z czterech na terenie Generalnego Gubernatorstwa. Funkcję proboszcza polskiej części sprawował ks. Włodzimierz Missol, natomiast niemiecka parafia nie posiadała własnego duchownego – czynności duszpasterskie były sprawowane przez kapelanów wojskowych oraz księży dojeżdżających z innych parafii.
Niemieccy parafianie opuścili teren miasta lub zostali wysiedleni przez niemieckie wojsko na skutek zakończenia działań wojennych. Po wkroczeniu Armii Czerwonej z budynku kościoła została zdjęta przez wiernych niemieckojęzyczna tablica informacyjna oraz zorganizowano nabożeństwo dziękczynne, w trakcie którego odśpiewano pieśń Boże, coś Polskę. Uchroniło to świątynię przed przejęciem przez inne wyznanie.

### Parafia w PRL i III Rzeczypospolitej
Proboszcz Włodzimierz Missol sprawował stanowisko do 1948. 2 kwietnia 1950 na proboszcza powołano ks. Józefa Kułaka, zastąpionego 1 maja 1957 przez ks. Bogusława Wittenberga.
W latach 60. nastąpiło mocne zmniejszenie się liczby wiernych spowodowane emigracją za granicę. 1 czerwca 1967 urząd proboszcza objął ks. Jan Hause.
26 września 1968 r. zlikwidowana została parafia ewangelicka w Kielcach, a jej terytorium włączono w skład parafii radomskiej, tworząc w Kielcach jej stację kaznodziejską.
Ksiądz Jan Hause pełnił funkcję proboszcza do 14 maja 1976 r, a jego zastępcą został ks. Jana Szklorz. Po objęciu przez niego stanowiska rozpoczął się ponowny okres rozwoju parafii. Kolejnym duszpasterzem w latach 1998–2000 był ks. Robert Opala, następnie w okresie 2000-2004 ks. Dariusz Chwastek, a w 2004 na proboszcza wybrany został ks. Wojciech Rudkowski. Pracę w parafii rozpoczęła wtedy również diakon Katarzyna Rudkowska, dzięki czemu zbór obsługiwany jest przez dwóch duchownych.
Do stycznia 2010 nabożeństwa sprawowane były w pierwszą i trzecią niedzielę miesiąca w kościele w Radomiu, a w drugą i czwartą – w kościele w Kielcach. W okresie od października 2009 do końca 2010 wprowadzono coniedzielne nabożeństwa w Kielcach, odbywające się w pierwszą i trzecią niedzielę miesiąca po południu oraz w drugą i czwartą – rano. Z reguły tej zrezygnowano jednak na wniosek członków zboru. Od 21 lutego 2010 w każdą niedzielę mają miejsca nabożeństwa w Radomiu. Od listopada 2018 powrócono do coniedzielnych nabożeństw w Kielcach, odbywających się o tej samej porze.

## Współczesność
Parafia w 2019 liczyła około 100 członków (z czego około 30 w filiale w Kielcach). Następuje wzrost liczby wiernych, związany z konwersjami na luteranizm.
Nabożeństwa prowadzone są w kościele parafialnym w Radomiu oraz kościele filialnym w Kielcach w każdą niedzielę oraz święta.
W czasie trwania nabożeństw w Radomiu odbywają się zajęcia szkółki niedzielnej, w parafii zarejestrowany jest również pozaszkolny punkt katechetyczny, gdzie prowadzone są lekcje religii. Młodzież z parafii uczestniczy w ogólnopolskich zjazdach, obozach oraz rekolekcjach i innych wyjazdach, a także zaangażowana jest w działalność kulturalną oraz wystawia spektakle teatralne. Organizowane są ponadto półkolonie językowe.
Parafia prowadzi spotkania dla osób zainteresowanych wstąpieniem do kościoła, a także godziny biblijne. Wydawany jest Informator Parafialny RYB@K. Włącza się również w działalność charytatywną organizowaną przez Diakonię Kościoła Ewangelicko-Augsburskiego w RP oraz Centrum Misji i Ewangelizacji. W Radomiu czynna jest wypożyczalnia sprzętu medycznego, a w Kielcach – biblioteka.
W 2004 zainaugurowano działalność chóru, którego dyrygentem została diak. Katarzyna Rudkowska. Wraz z jego rozwojem stał się chórem ekumenicznym, zrzeszającym członków z pięciu kościołów. Występuje on zarówno podczas nabożeństw i uroczystości kościelnych, jak i koncertuje w radomskich instytucjach, takich jak domy kultury, szpitale, domy pomocy społecznej, Stowarzyszenie Osób Chorych na Stwardnienie Rozsiane, areszt śledczy, a także w innych parafiach w kraju i za granicą.